# زولتان هارساني
زولتان هارساني، من مواليد 1 يونيو 1987 في سلوفاكيا، لاعب كرة قدم سلوفاكي.
بدأ مسيرته الكروية مع نادي سينيك في موسم 2006/2007، وفي عام 2007 انتقل إلى نادي بولتون واندررز الإنجليزي.

## روابط خارجية
- زولتان هارساني على موقع اتحاد المجر (الهنغارية)
- زولتان هارساني على موقع قاعدة بيانات كرة القدم.إي يو (الإنجليزية)
- زولتان هارساني على موقع Soccerbase.com (لاعب) (الإنجليزية)
- زولتان هارساني على موقع Soccerway.com (الإنجليزية)
- زولتان هارساني على موقع عالم كرة القدم.نت (الإنجليزية)
- زولتان هارساني على موقع كووورة